# Miedziana Góra
Miedziana Góra è un comune rurale polacco del distretto di Kielce, nel voivodato della Santacroce.
Ricopre una superficie di 71,11 km² e nel 2007 contava 10 090 abitanti.
Al suo interno vi sono i villaggi di Bobrza, Ciosowa, Ćmińsk, Kostomłoty Drugie, Kostomłoty Pierwsze, Miedziana Góra, Porzecze, Przyjmo, Tumlin-Podgród e Tumlin-Wykień.